# Camión eléctrico

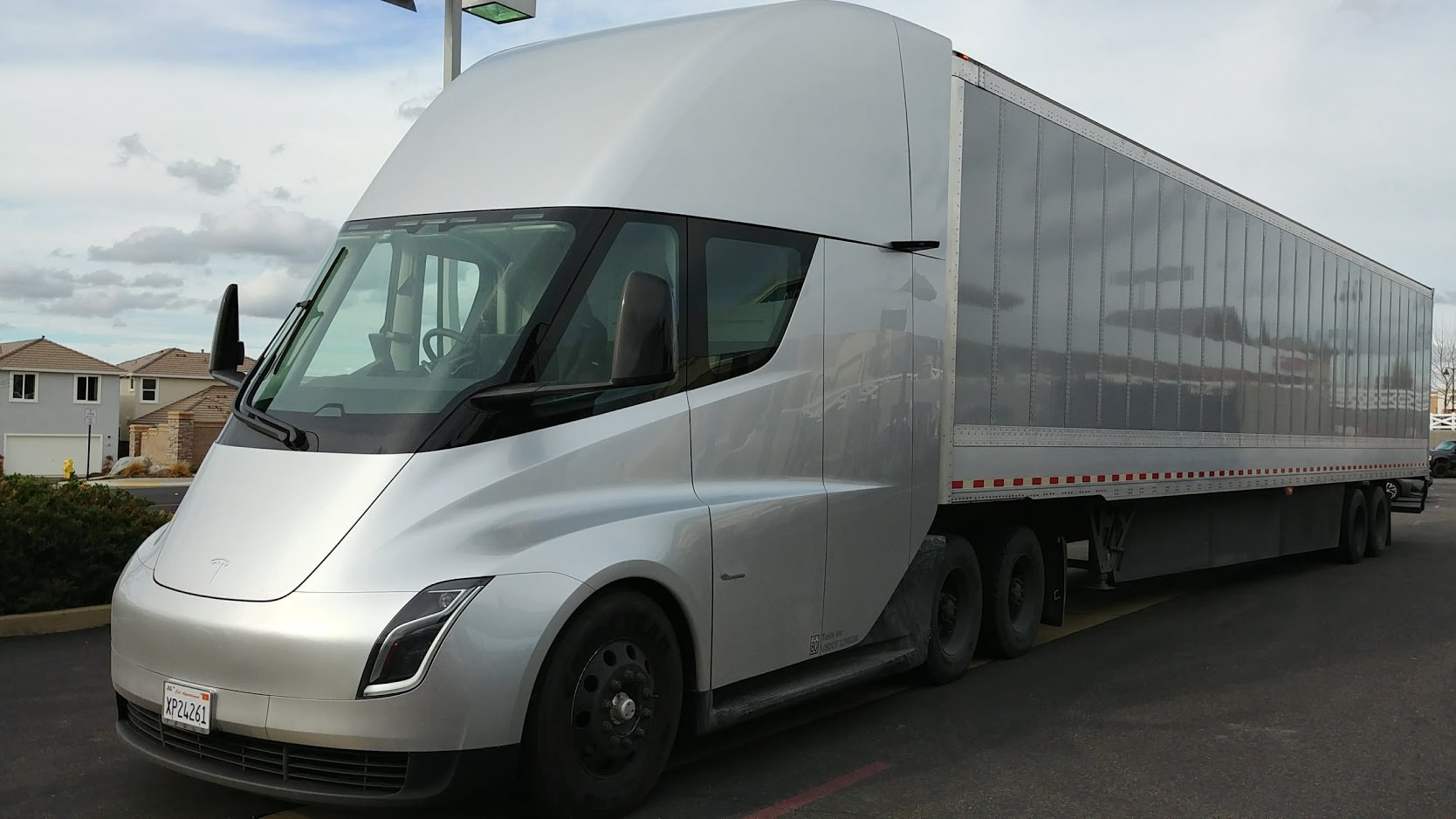
Tesla Semi

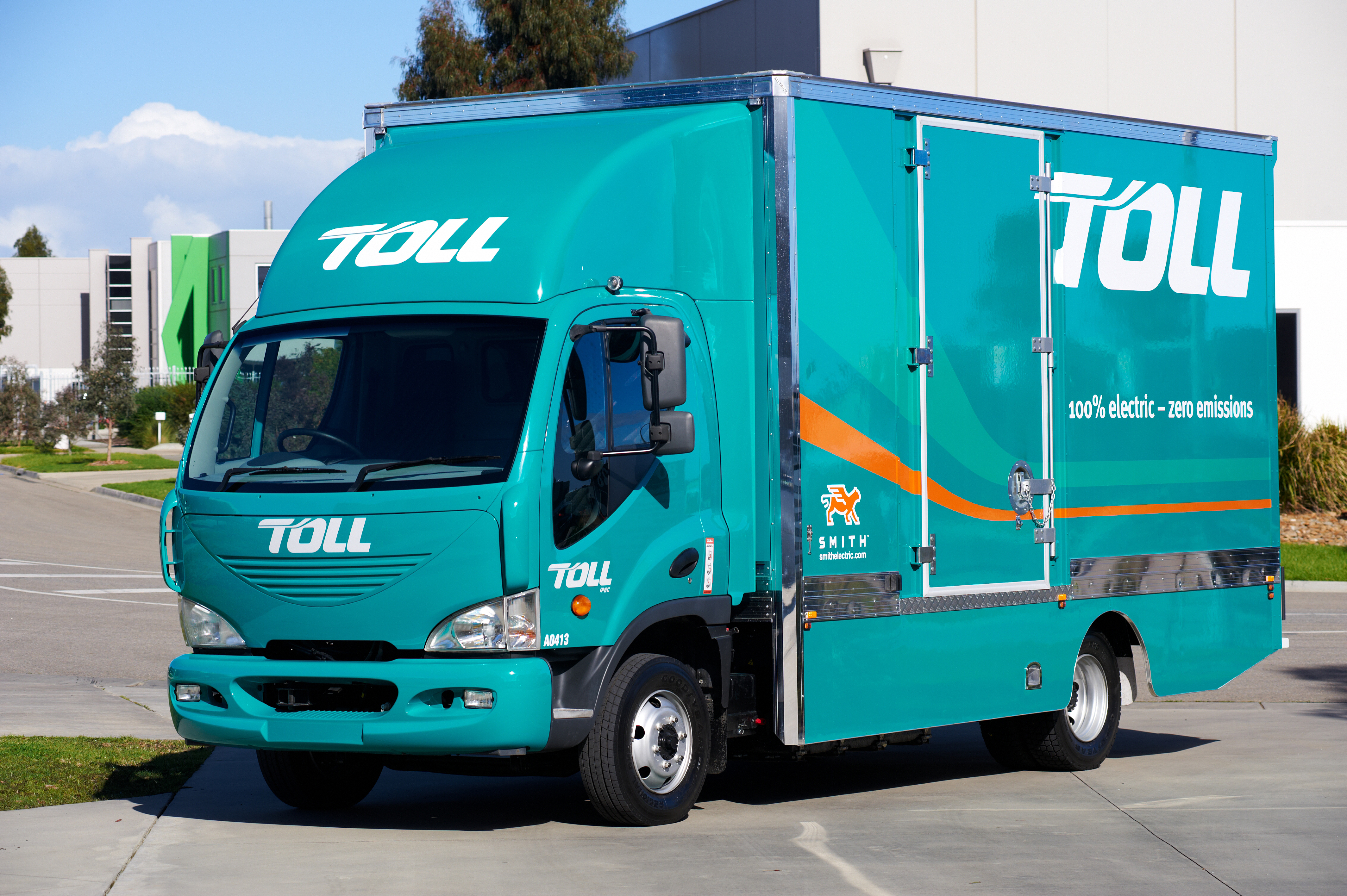

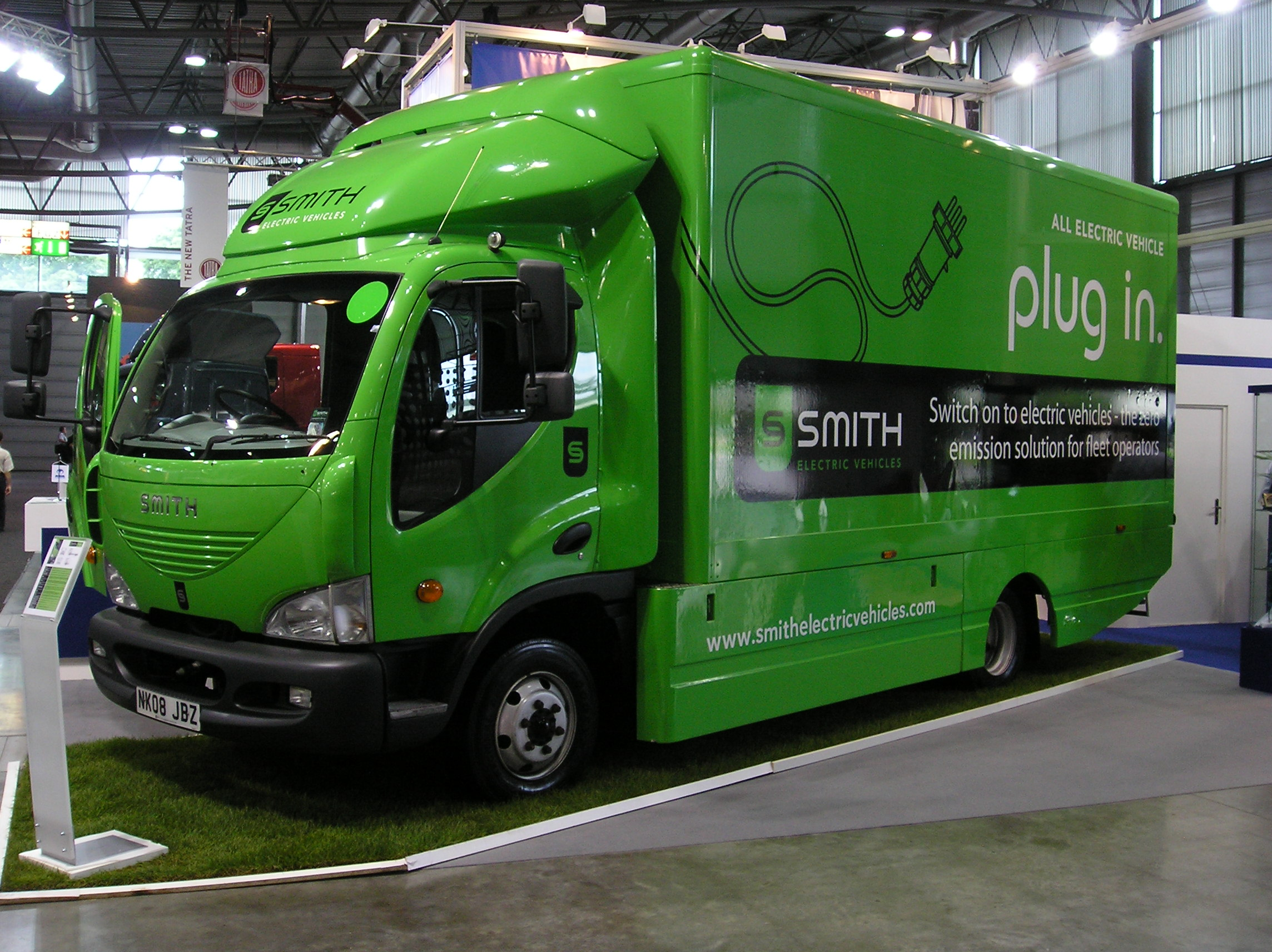

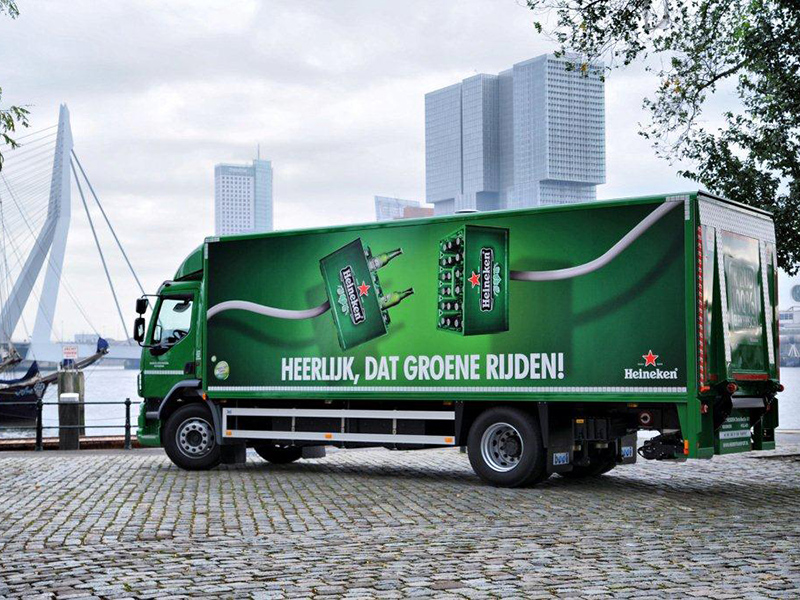

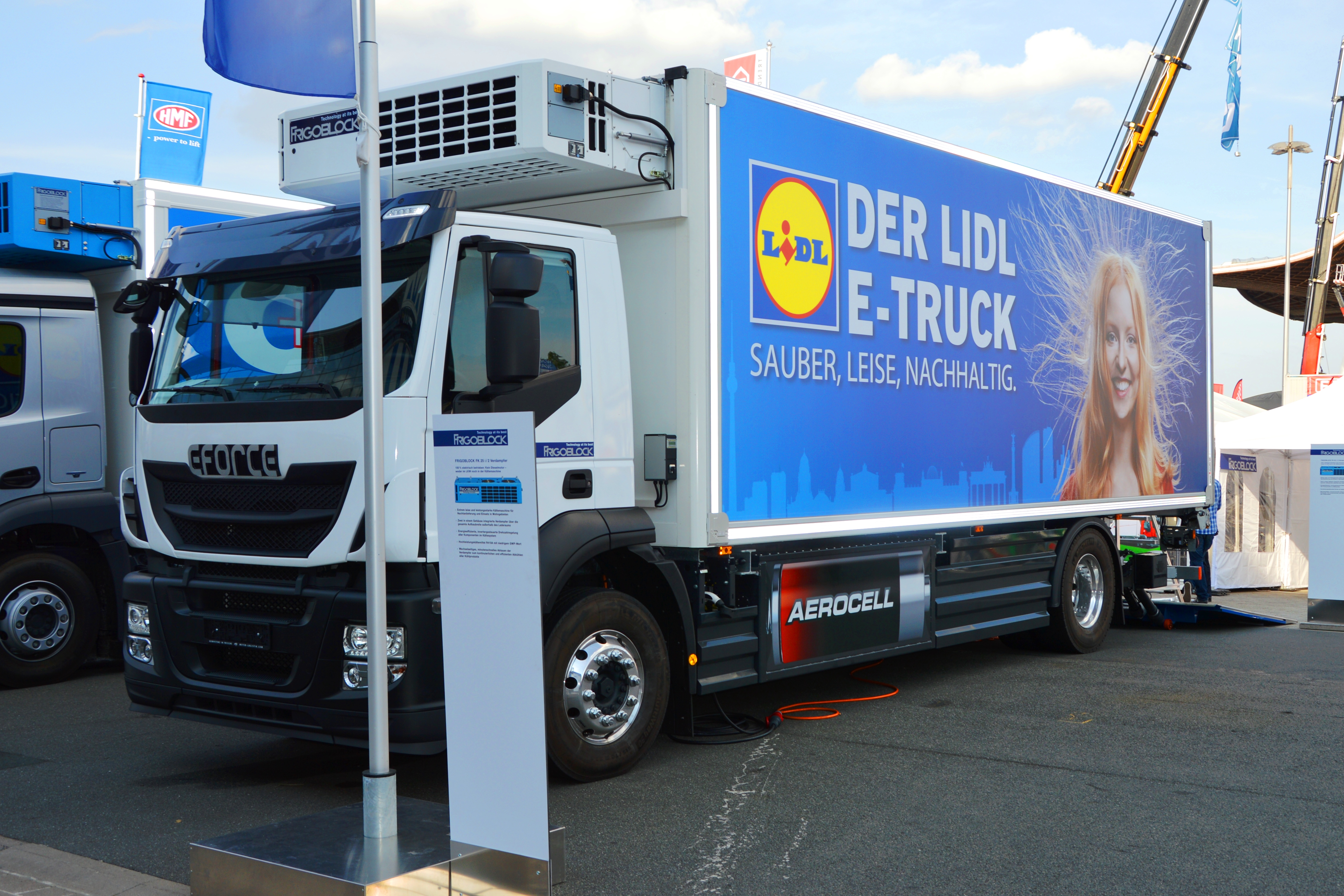

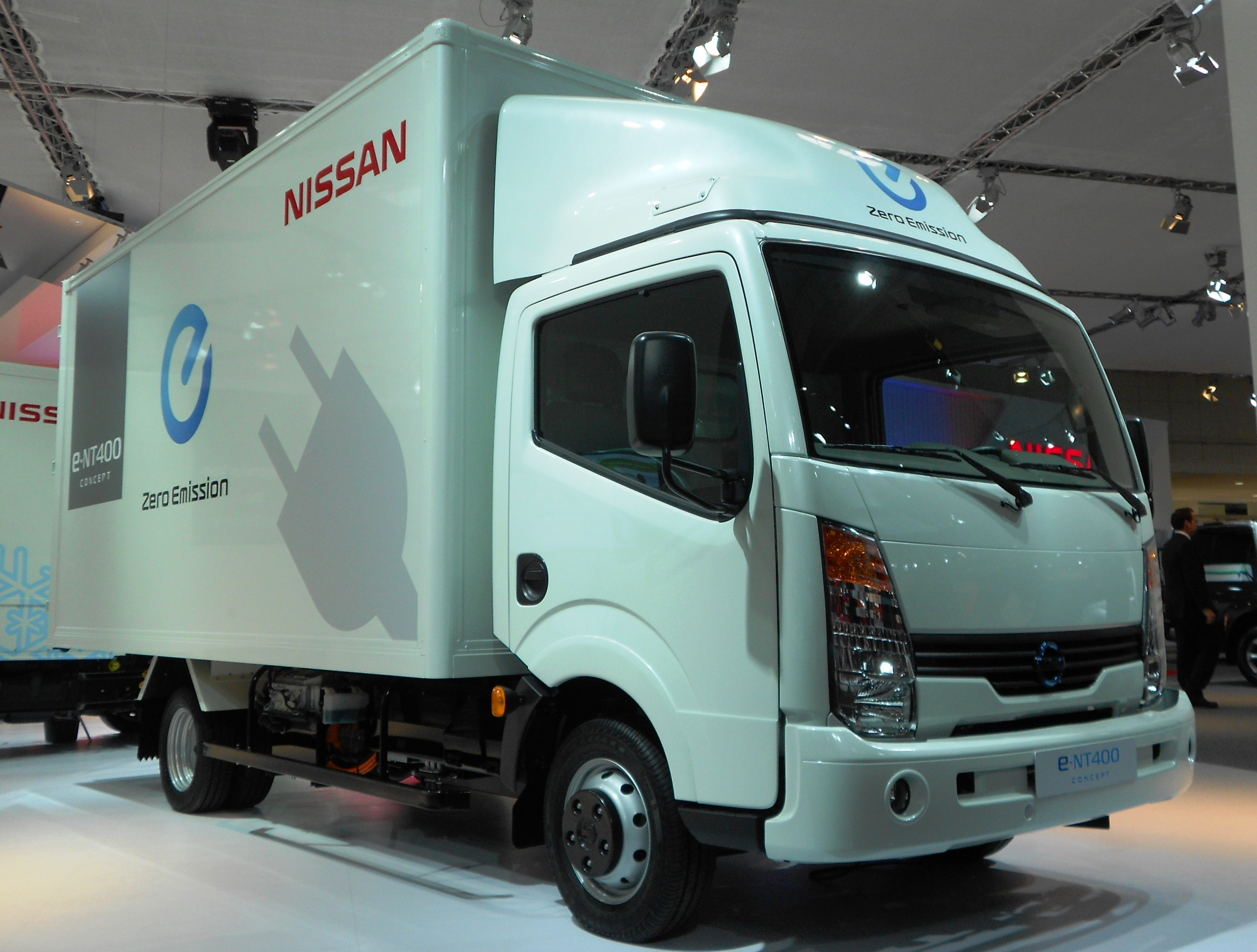

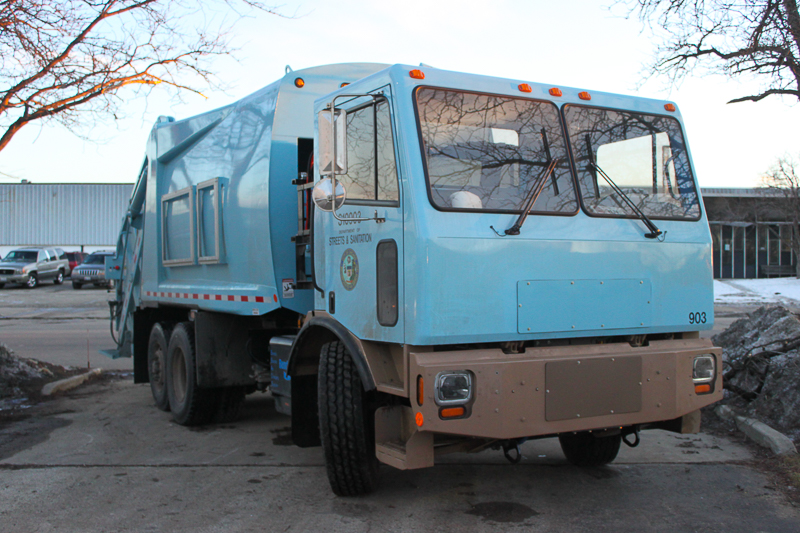

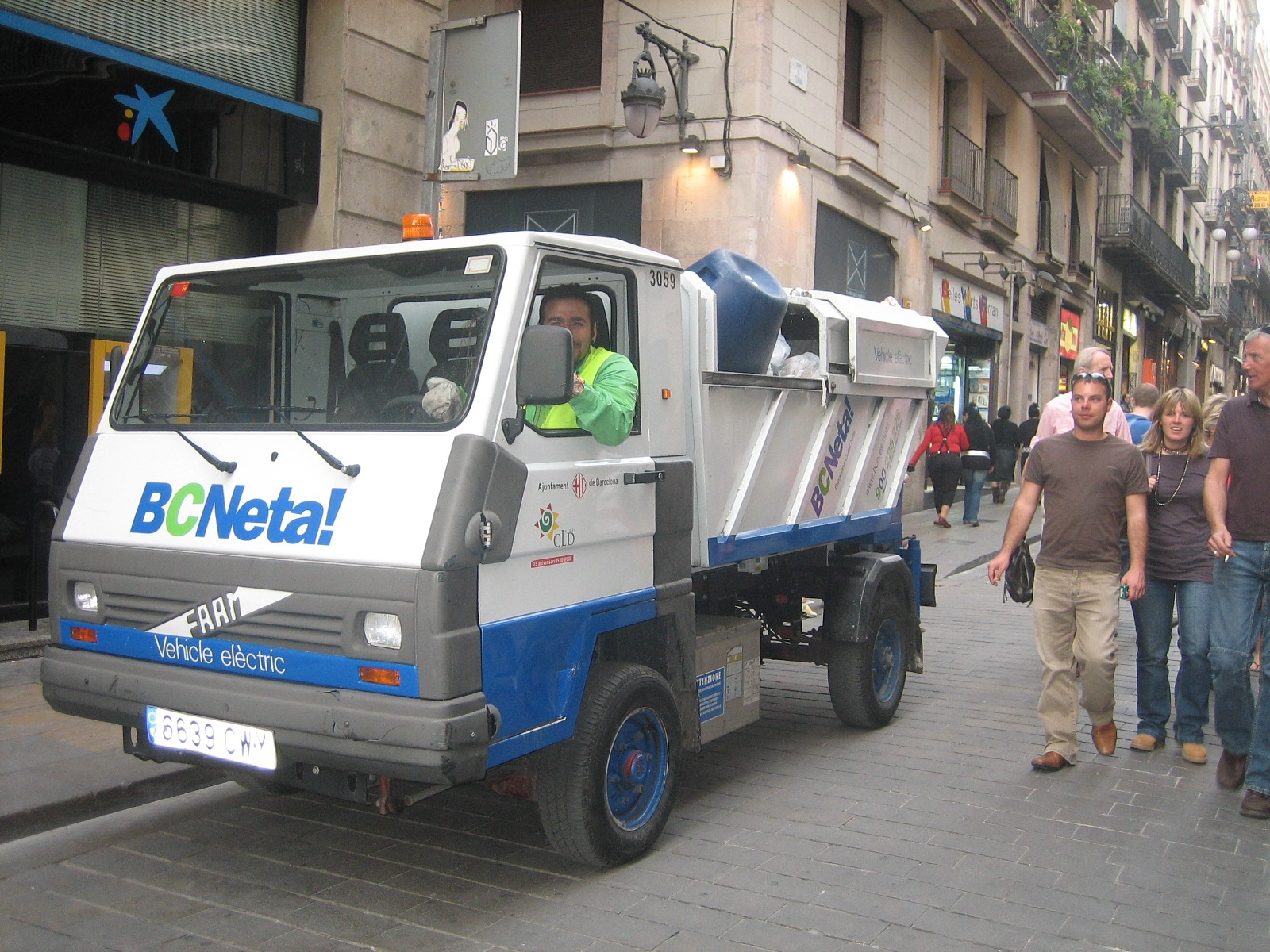

Un camión eléctrico es un camión que utiliza uno o varios motores eléctricos como medio de propulsión.

## Tipos

### Camiones semirremolque
El Puerto de Los Ángeles y el Distrito de Gestión de Calidad del Aire de la Costa Sur han mostrado un camión pesado de corta autonomía todo-eléctrico capaz de transportar un contenedor de carga completo de 12 m. El diseño actual es capaz de tirar de un contenedor de carga de 27 Toneladas a velocidades de hasta 64 km/h y tiene un alcance de entre 48 y 97 kilómetros. Utiliza 1,2 kWh / km o 4.5 MJ/km), frente a 47, l/100 km de su equivalente de combustión.

Volvo, DAF, MAN, Freightliner y Tesla planean comenzar la producción en serie de camiones articulados con autonomía adecuada para el transporte regional de mercancías entre 2019 y 2020.[cita requerida]

### Cabezas tractoras eléctricas
Se han construido cabezas tractoras eléctricas desde la década de 1990.

### Trolecamión
En Francia y otros lugares existieron sistemas de trolecamiones para el servicio en fábricas y canales.
Desde 2011, Siemens ha estado desarrollando esta tecnología en la primera carretera eléctrica del mundo en Suecia.
El transporte de carga por las autopistas genera gran cantidad de emisiones contaminantes, que se puede reducirse, continuando el sistema de los troles con nueva tecnología.

### Flota lechera
Un ejemplo común de camiones eléctricos es el camión lechero. Ya que hace varias paradas en la entrega de la leche, es más práctico utilizar un vehículo eléctrico que un camión de combustión, que estaría parado en punto muerto la mayor parte del tiempo; lo que también reduce el ruido en zonas residenciales. Durante la mayor parte del siglo XX, la mayoría de los vehículos eléctricos de carretera pertenecían a la flota lechera británica.

### Camión de reciclaje
Con un patrón similar de conducción al vehículo de reparto de leche, los camiones de basura son excelentes candidatos para la propulsión eléctrica. La mayor parte de su tiempo están detenidos, arrancando o al ralentí. Estas actividades, si  se utilizan motores de combustión interna, son las menos eficientes.
Por ello, cada vez más ciudades cuentan con este tipo de camiones. En la preparación para los Juegos Olímpicos de 2008, se reemplazaron 3.000 camiones de basura de motor de combustión interna en Pekín, China por otros eléctricos de iones de litio polímero. Las baterías fueron compradas por cerca de $3.300 cada una. En Francia, algunos camiones de basura todo-eléctricos producidos por Power Vehicle Innovation están en funcionamiento desde 2011 en la ciudad de Courbevoie, la primera ciudad de ese país en adquirirlos. Ámsterdam, capital de los Países Bajos, cuenta con camiones de basura eléctricos.

### Camionetas
A principios de 2009, Phoenix Motorcars envió una flota de prueba de su camión todo-eléctrico SUT (camión Sports Utility) a Maui. Uno de los vehículos eléctricos más antiguos y superviviente de finales de 1990 es la camioneta Chevy S-10. Un recién llegado es el camión eléctrico Miles Electric Vehicles ZX40ST, ya está disponible en los Estados Unidos. Miles Electric Vehicles está situado en Santa Mónica (California).
The Big Bike Company Limited, en Gloucestershire, Inglaterra, ofrece actualmente camionetas todo-eléctricas capaces de transportar una carga de aproximadamente 500 kg, y tienen un rango de hasta 130 km. Utilizando una configuración de tres ruedas,  se reduce la fricción aerodinámica y de rodadura. Como es un vehículo de tres ruedas, también puede ser conducido con una licencia de motocicleta. 
En el año 2011, GGT Electric, una empresa de automóviles con sede en Milford (Míchigan), presentó una nueva línea de camiones todo-eléctricos para venta. La compañía ofrece camionetas eléctricas de cuatro puertas, furgonetas eléctricas de pasajeros y camiones de cama plana capacidad de inclinación y descarga.

## Plan Drive Star
Drive Star es un Plan de CalCars para reducir el consumo de petróleo, mediante la conversión a eléctricos de camiones, camionetas y autobuses, con el apoyo de garantías federales de préstamos.